# Kerk van Sint-Pieter beneden
De kerk van Sint-Pieter beneden, officieel Sint-Petruskerk, is een kerkgebouw uit 1938-39 in de Nederlandse stad Maastricht, gelegen aan de Sint Maternusstraat in de buurt Villapark (meestal aangeduid als Sint Pieter). Het gebouw is in gebruik door de Rooms-katholieke parochie Sint-Pieter, die nog over een andere parochiekerk beschikt: de hoger gelegen kerk van Sint-Pieter boven. De kerk van mergelsteen is door de bekende architect Frits Peutz ontworpen als een vroegchristelijke basilica en is sinds 1993 een rijksmonument.

## Geschiedenis
De kerk van Sint-Pieter beneden was een gezamenlijk ontwerp van Frits Peutz en Willem Sprenger in opdracht van pastoor J. Steegmans van de Sint-Petrusparochie. De bouw begon op 13 november 1938 en op 21 oktober 1939 werd het Allerheiligste vanuit Sint-Pieter boven overgebracht naar de nieuwe kerk. Een ronde campanile, die bedacht was links naast de kerk, werd - op de fundamenten na - wegens geldgebrek nooit gerealiseerd. Door het uitbreken van de Tweede Wereldoorlog kon de kerkwijding pas plaatsvinden op 9 september 1946 door bisschop mgr. Lemmens.

## Beschrijving

### Exterieur
De basilica-vormige kerk is opgetrokken in mergel en kunrader steen. De plattegrond van de kerk is T-vormig. In het verlengde van het zuidelijk transept bevindt zich een uitgebouwde sacristie. De pastorie is gebouwd dwars op het zuidelijke transept. Het middenschip heeft een zadeldak; de zijbeuken hebben lessenaarsdaken.

### Interieur

#### Indeling, meubilering
Het langwerpige kerkgebouw wordt door twee zuilenreeksen evenwijdig aan de lengte-as verdeeld in drie beuken, waarvan het middenschip breder is dan de zijbeuken en hoger opgetrokken, waardoor het bovenlicht kan binnenvallen via de zijmuren. De rondbogen van het schip worden gedragen door marmeren zuilen met een basis van rode zandsteen. De kerk heeft houten cassetteplafonds. De vloer bestaat uit grijs-zwart geblokte plavuizen, maar de kerkbanken staan op houten vlonders.
Het altaar is ingelegd met rouge royal-marmer. In het linker transept bevindt zich een in de vloer verzonken ruimte waar het doopvont is geplaatst. Het orgel is gebouwd in 1957 door Verschueren Orgelbouw in Heythuysen en werd in 1990 overgebracht vanuit de kapel van Huize Sint-Joseph te Cadier en Keer.

#### Gebrandschilderde ramen
De kerk kent in de zijbeuken acht gebrandschilderde ramen uit 1944 met voorstellingen uit het leven van Petrus door Henri Schoonbrood. Twee gebrandschilderde ramen in het rechter transept met voorstellingen uit het leven van de H. Lambertus zijn vervaardigd door Frans Slijpen in 1947. In de apsis bevinden zich vijf gebrandschilderde ramen met engelenfiguren door Jan Grégoire, gedateerd rond 1940. In het linker transept zijn twee gebrandschilderde ramen van Daan Wildschut aangebracht met voorstellingen van de doop van Jezus in de Jordaan en een wijnstok met ranken. Boven het orgel, in de façade, bevindt zich een gebrandschilderd raam van de hand van Harry Kranen voorstellende Maria Boodschap.
In 2016 werden twee glas-in-loodramen van de hand van Sjef Hutschemakers in de westelijke gevel geplaatst ter gelegenheid van het afscheid van pastoor F. Delahaije, onder andere voorstellende de Emmaüsgangers.

#### Overige kunstvoorwerpen
In de kerk bevinden zich meerdere waardevolle schilderijen en beeldhouwwerken. Zo is er een gepolychomeerd houten beeld door Jan van Steffeswert uit circa 1500, oorspronkelijk voorstellende Sint-Crispinianus, later met staf en mijter Sint-Lambertus voorstellende, en een replica van een eikenhouten beeld van Sint Caecilia uit 1501 door dezelfde kunstenaar; het origineel bevindt zich thans in het Bonnefantenmuseum. In het linker transept staat een houten renaissance retabel opgesteld uit 1681, afkomstig uit het Klooster Slavante, met een beeld van de H. Petrus uit de vijftiende eeuw.
Bij de ingang van de rechter zijbeuk bevindt zich een Heilig Hartbeeld door Wim van Hoorn. In de linker zijbeuk hangen vijftien kruiswegstaties uit 1998 van Jef Hutschemakers.
De kerk bezit waardevol liturgisch vaatwerk van Maastrichts zilver, onder anderen van de Maastrichtse edelsmeden Dionysius Nijst (een ciborie uit 1706) en van Johannes Wery (een kelk uit 1737).

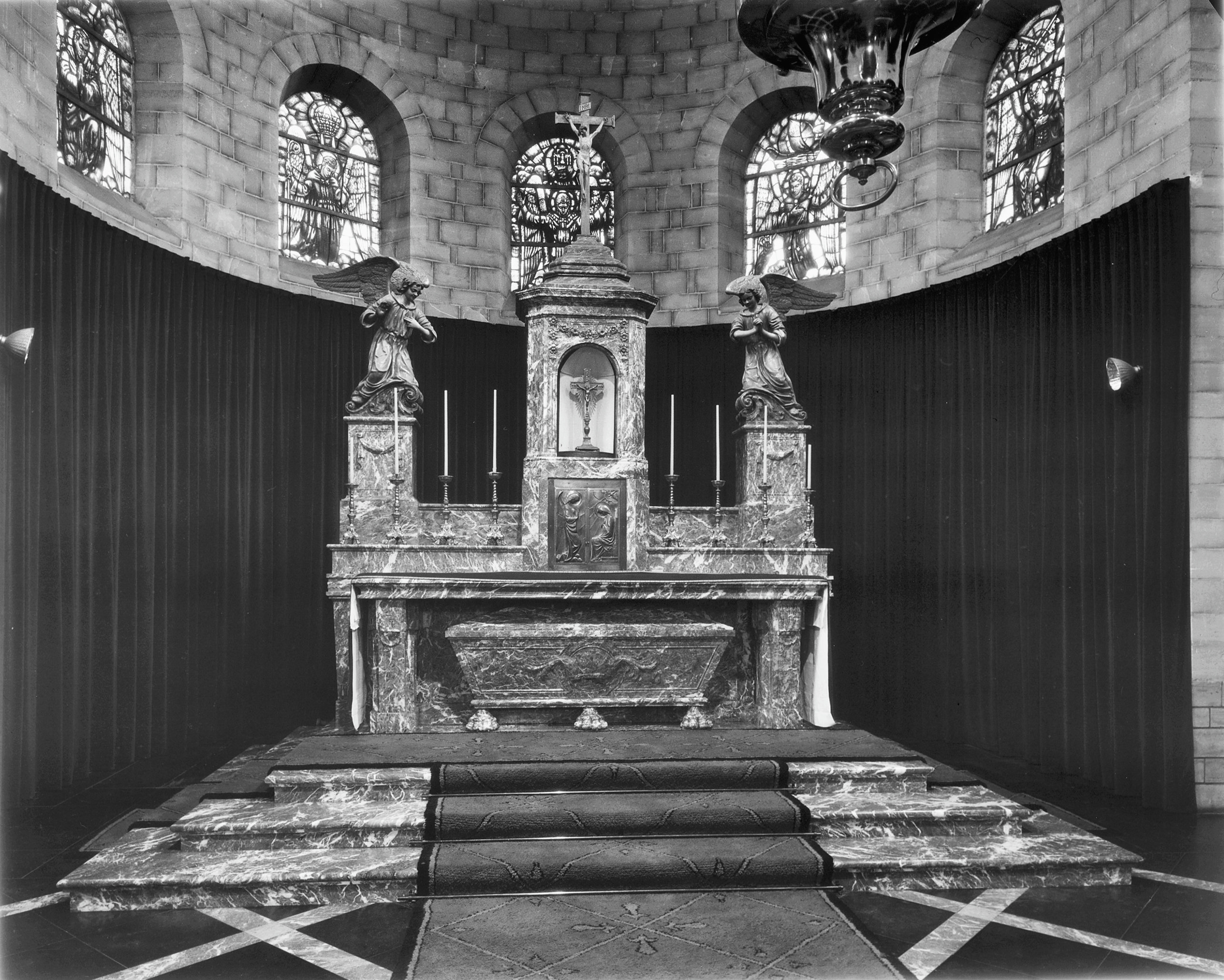
Barok hoofdaltaar
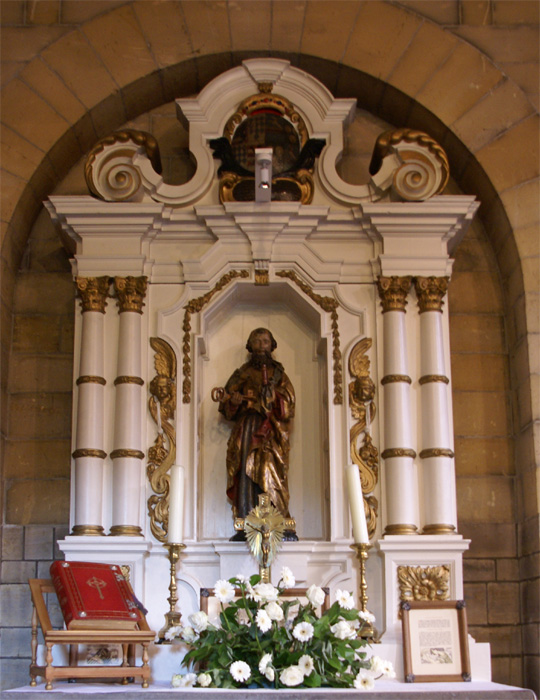
17e-eeuws retabel met een beeld van de H. Petrus
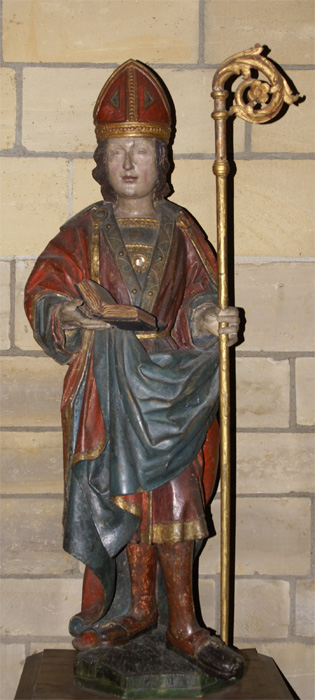
St. Crispinianus door Jan van Steffeswert
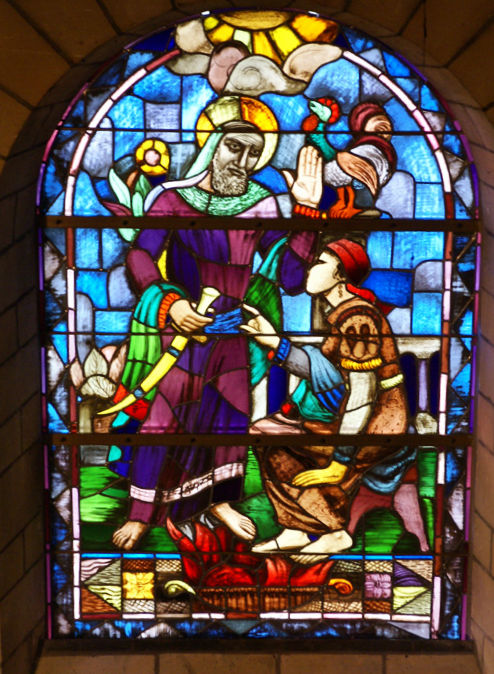
Glas-in-loodraam, H. Schoonbrood, 1944
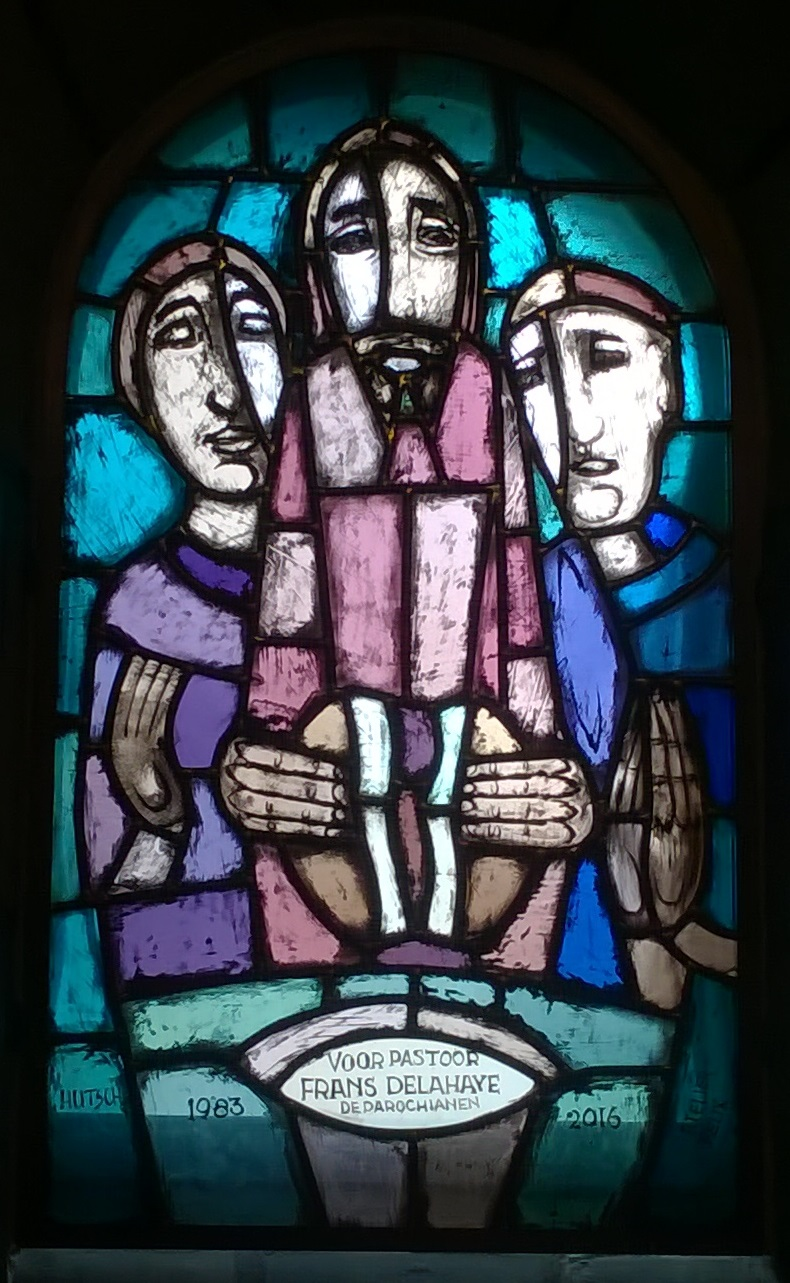
Glas-in-loodraam Sjef Hutschemakers, 2016